# Stoombad

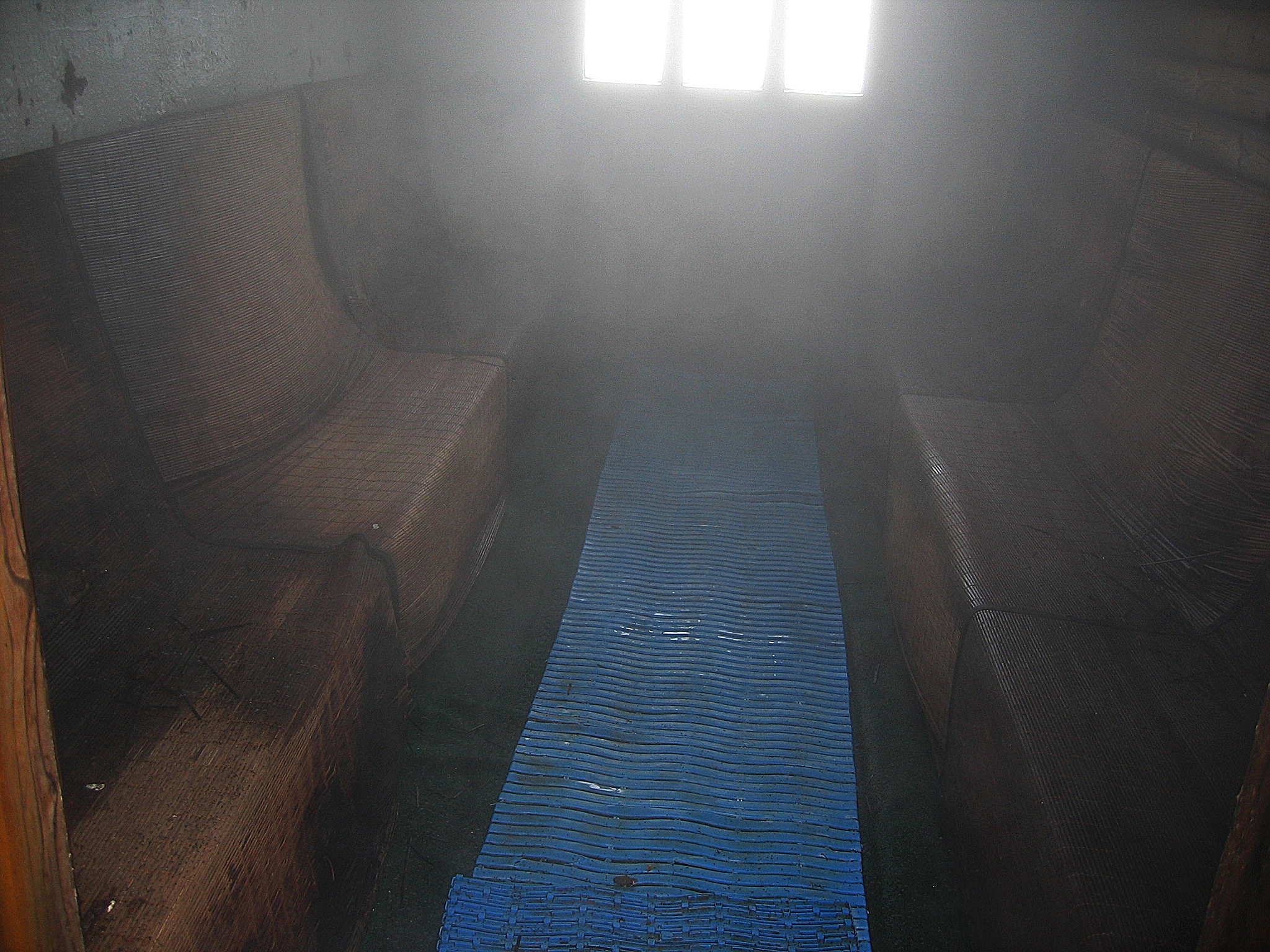
Geothermisch stoombad in IJsland

Een stoombad is een warme ruimte van 40 à 60 graden Celsius met een hoge luchtvochtigheid van ongeveer 98%. In deze ruimte kunnen badgasten hun huid reinigen door enige tijd – 10 à 20 minuten – daar te verblijven waardoor de huidporiën open gaan staan en het vuil, door het zweten, naar buiten gedreven wordt. De huid wordt zacht en soepel door stimulering van de doorbloeding. Daarnaast werkt het ontspannend.

## Verloop
Net als bij de saunagang wordt een verblijf in het stoombad afgewisseld met afkoelingsfasen. Gewoonlijk is de bader naakt en zit, anders dan in de sauna, niet op een handdoek.

## Geschiedenis
Stoombaden waren vroeger vooral te vinden in het Turks-Ottomaanse Rijk als onderdeel van een hamam. Hierdoor komt het dat een stoombad weleens aangeduid wordt als Turks stoombad. Het Romeinse sudatorium leek hier wel op.
Vaak wordt aan het water van de stoomgenerator een geurstof toegevoegd, zoals eucalyptus, dennen of citroen. In sommige landen wordt gebruikgemaakt van geothermische bronnen of geisers, zoals in IJsland en Nieuw-Zeeland.